# Prester

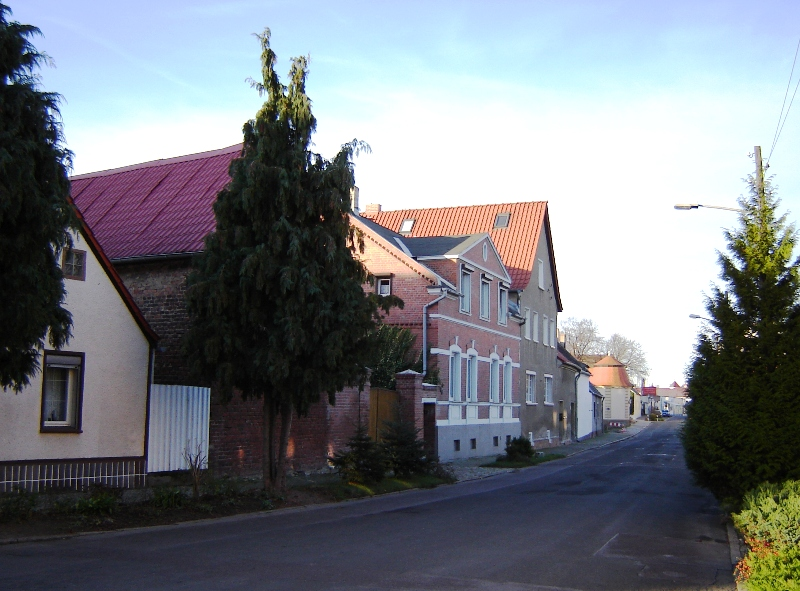
Alt Prester

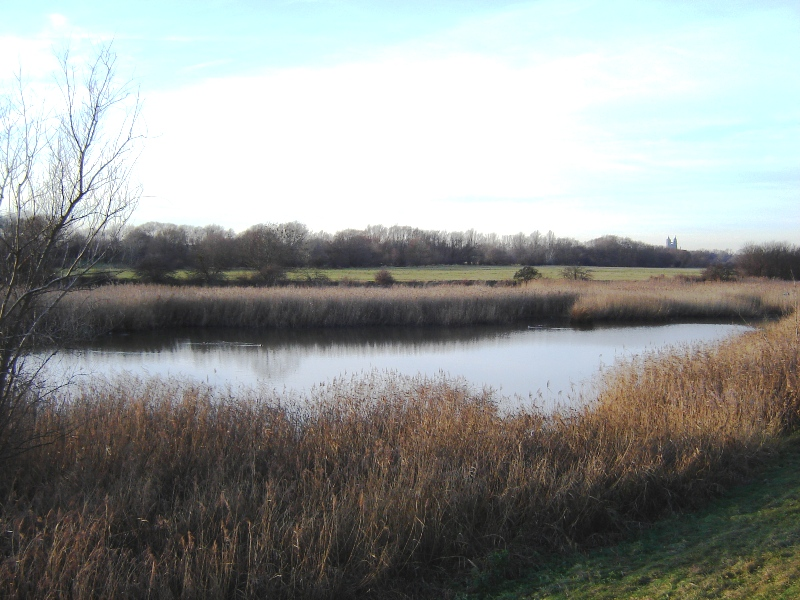
Prester See

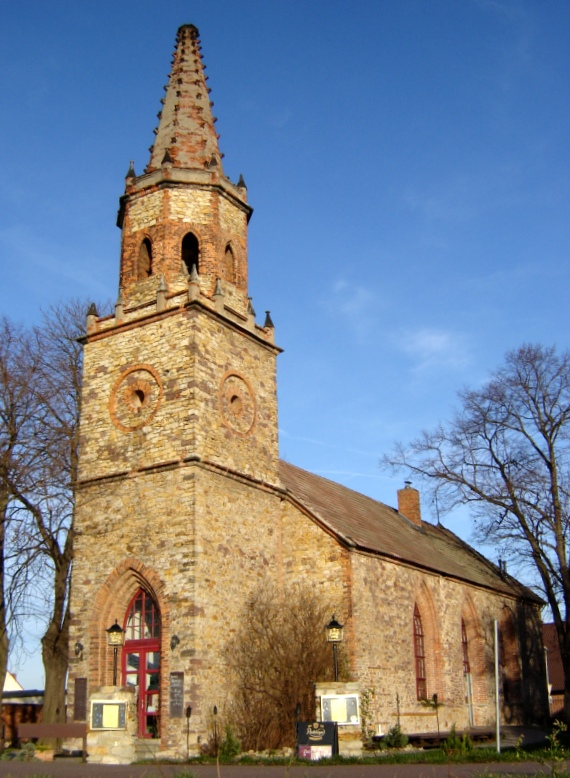
Immanuelkirche, seit 1997 Restaurant Die Kirche

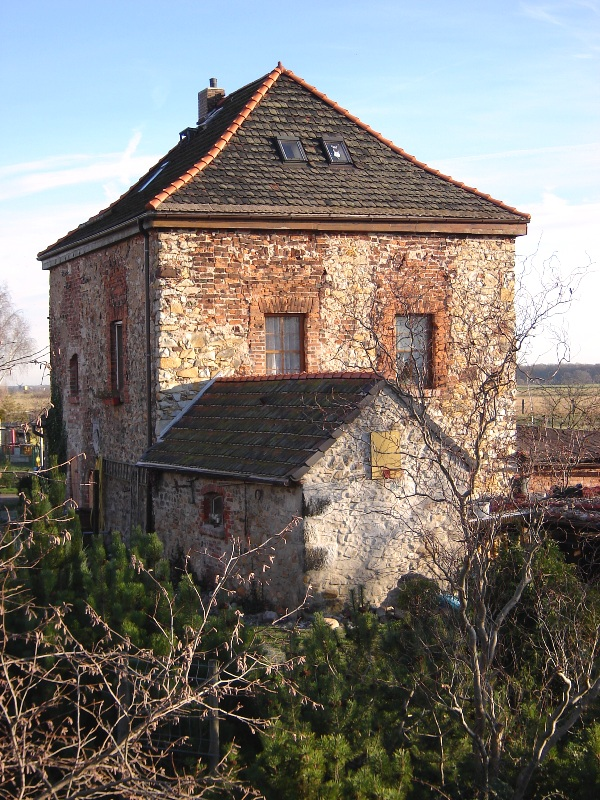
Wohnturm Prester

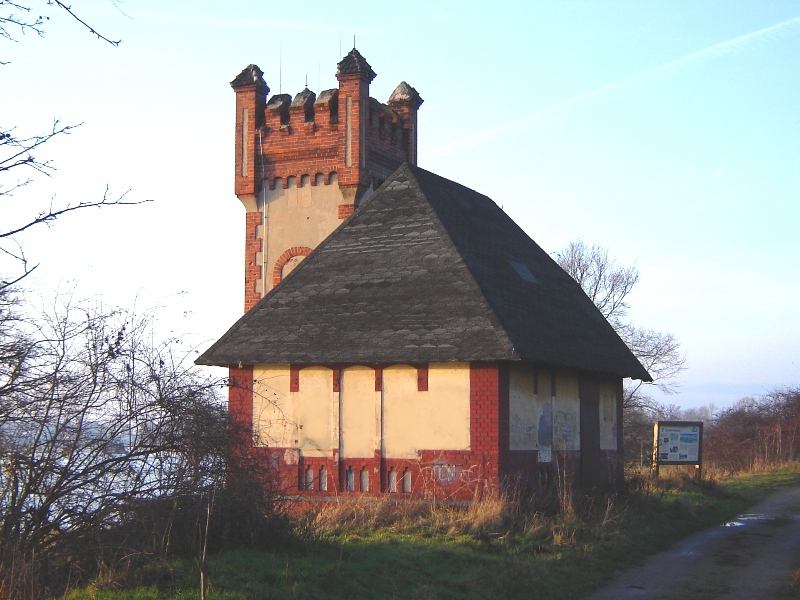
„Mäuseturm“

Prester ist ein am östlichen Elbufer gelegener 5,1586 km² großer Stadtteil der sachsen-anhaltischen Landeshauptstadt Magdeburg mit 2.039 Einwohnern (Stand 31. Dezember 2021).

## Geographie
Der Stadtteil hat mit Strom- und Alter Elbe eine natürliche Westgrenze, die sich vom Nordrand des Waldgebietes Kreuzhorst (Stromkilometer 322) bis zur Höhe Seestraße erstreckt. Der nördlich gelegene Stadtteil Cracau wird zunächst vom Elbdeich, danach von der Leuschnerstraße und der Thomas-Mann-Straße abgegrenzt. Im Osten schließen sich der fast unbewohnte Stadtteil Zipkeleben und Pechau an. Prester liegt auf einer fast ebenen Fläche zwischen 45 und 47 Metern über dem Meeresspiegel. Weite Gebiete im Westen und Süden sind landwirtschaftliche oder brach liegende Flächen. Im Osten erstreckt sich mit dem Prester See ein alter Elbarm.

## Infrastruktur
Nur etwa zehn Prozent des Stadtteils gehören zum dicht besiedelten westlich gelegenen Ortskern, der sich entlang der Straße Alt Prester hinzieht. Im Norden und Westen liegen mehrere Eigenheimsiedlungen, nur an der Thomas-Mann-Straße befinden sich drei Plattenbauten aus der DDR-Zeit. Das Stadtzentrum Magdeburgs ist etwa vier Kilometer entfernt und kann mit einer Straßenbahnlinie erreicht werden, deren Endstation an der Nordgrenze des Stadtteils liegt. Der südliche Bereich ist durch eine Buslinie erschlossen. Neben einigen mittelständischen Gewerbebetrieben ist Prester auch der Sitz der Landesbereitschaftspolizei.

## Geschichte
Im Norden Presters wurden 1958 Bodenfunde entdeckt, die auf eine Besiedlung dieses Gebietes zur Jungsteinzeit (um 2000 v. Chr.) hinweisen. Zur Römischen Kaiserzeit (um 300 n. Chr.) siedelten hier Germanen und ab dem 8. Jahrhundert Slawen, die dem Ort den Namen Brezderi, später Pressitz gaben. Zu Beginn des 10. Jahrhunderts gehörte das Dorf dem Markgrafen der Nordmark Gero, doch im Zuge der 937 erfolgten Gründung des Magdeburger Moritzklosters schenkte Otto I. das Dorf dem Kloster. Der Magdeburger Erzbischof Adelgot belehnte 1110 das Kloster Berge mit dem Dorf samt einem Wald namens Dubrize. In der darauf Bezug nehmenden Urkunde wird der Ort unter der Bezeichnung Brezden erstmals nachweislich erwähnt. Das Kloster Berge richtete in Prester eine große Meierei ein, aus der sich ein Klosterhof mit etwa 7 km² Land entwickelte, der in der Regel an Landwirte verpachtet wurde. Neben dem Klosterhof errichteten wahrscheinlich Benediktinermönche im 12. Jahrhundert die erste Kirche Presters. Wegen der dauernden Hochwassergefahr durch die Elbe wurde schon früh ein Deich angelegt, der bereits im 16. Jahrhundert erwähnt wurde. Während der Belagerung Magdeburgs durch den kaiserlichen General Wallenstein ließ dieser im Juni 1629 in der Gemarkung Prester Schanzen anlegen.
Nach dem Dreißigjährigen Krieg kam Prester unter die Herrschaft Brandenburg-Preußens. Mit der preußischen Verwaltungsreform von 1815 wurde der Ort in den Landkreis Jerichow I eingegliedert. Als am 1. April 1910 sechs Magdeburger Vororte eingemeindet wurden, gehörte auch Prester als kleinster Ort mit 944 Einwohnern dazu. Bis dahin gehörte die Landgemeinde Prester zum Landkreis Jerichow I.
1928 erreichte das Magdeburger Straßenbahnnetz Prester mit der Endhaltestelle unmittelbar an der Stadtteilgrenze.
Auch nach dem Zweiten Weltkrieg behielt der Stadtteil seinen landwirtschaftlich geprägten Charakter. Wesentlichen Anteil hatte das 1953 aus dem Klostergut hervorgegangenen Volksgut Prester, dass bis zu 814 ha Land bewirtschaftete. Im nördlichen Stadtteil errichtete die Sowjetarmee einen umfangreichen Kasernenkomplex, den sie bis zu ihrem Abzug in den 1990er Jahren nutzte. Um 2000 entstand nördlich des Klusdamms auf preiswertem Baugrund eine ausgedehnte Eigenheimsiedlung.

## Bauwerke
Die in Prester vorhandenen Kulturdenkmale sind im örtlichen Denkmalverzeichnis aufgeführt.
- Am westlichen Rand des Stadtteils liegt direkt am Elbdeich die Immanuelkirche. Sie wurde 1832 anstelle der baufällig gewordenen mittelalterlichen Kirche nach Plänen der preußischen Baudeputation Berlin unter Mitwirkung von Karl Friedrich Schinkel errichtet. Es entstand ein neugotischer Bau mit einschiffiger Halle, die im Osten mit einem schmaleren mehrseitigen Altarraum abschließt und der im Westen ein Turm mit quadratischem Grundriss angefügt ist. Als Baumaterial wurden Bruchsteine aus dem Plötzkyer Steinbruch verwendet. Der Turm besitzt ein achteckiges Glockengeschoss, dem ein massiv gemauerter mit Krabben besetzter Spitzhelm aufgesetzt wurde. Die Kirche wurde in den 1980er Jahren säkularisiert und bis 1990 vom Evangelischen Kirchenkreis Magdeburg als Bauhof genutzt. 1997 wurde sie verkauft und dient seitdem als Restaurant.
- Am südlichen Ende der Bauzone steht auf dem Grundstück Altprester 104 der Wohnturm Prester, der ein Wappen mit der Jahreszahl 1520 trägt. Der Turm gehörte ehemals der Kaufmannsfamilie Rode, die im 16. Jahrhundert umfangreichen Grundbesitz bei Magdeburg besaß.
- Direkt am Elbufer steht das Schöpfwerk bei Prester, der so genannte „Mäuseturm“, der 1905 als Pumpstation für das am anderen Elbufer gelegene Wasserwerk Buckau errichtet wurde. Trotz seiner geringen Größe und der abseitigen Lage wurde die Bauausführung aufwändig im neoklassizistischen Stil unter Verwendung roter Ziegelsteine gestaltet. Die Pumpstation versorgte das Buckauer Wasserwerk mit dem am östlichen Elbufer fließenden saubereren Wasser.
- Unter Denkmalschutz steht auch die Transformatorenstation Prester aus der Zeit um 1920.

## Persönlichkeiten
- Bertha Hoffmann (1816–1892), Schriftstellerin
- Johann Adam Steinmetz (* 24. September 1689 in Großkniegnitz; † 10. Juli 1762 in Prester), evangelischer Theologe, Pietist und Pädagoge.